# Eunidia fuscovitticollis
Eunidia fuscovitticollis là một loài bọ cánh cứng trong họ Cerambycidae.